# Pauridiantha camposii
Pauridiantha camposii là một loài thực vật có hoa trong họ Thiến thảo. Loài này được (G.Taylor) N.Hallé mô tả khoa học đầu tiên năm 1965.